# Frans Engström
Frans Henry Engström (14. října 1873 Kalmar, Švédsko – 30. dubna 1940 Helsinky) byl finský fotograf a kameraman švédského původu, který pracoval jako kameraman na několika raných finských němých filmech.

## Životopis
Od 90. let 19. století Engström pracoval jako fotograf pro Atelier Apollo, vlastněný Karlem Emilem Ståhlbergem. Engström natočil první finský celovečerní film Salaviinanpolttajat (1907) a také vyškolil dva své asistenty , Hjalmara Hårda a Oscara Lindelöfa, jako kameramany.
Engström také pracoval jako producent ve třech filmech natočených v létě 1911 Hyökyaltota, Anna-Liisa a Sylvi. Pro produkci filmů založil Engstöm v předchozím roce spolu s herci Suomenem Kansallisteatteriem, Teuvem Purem a Teppou Raikkaaem společnost, jejíž základní kapitál Engström získal. Engström však v této společnosti utrpěl velké ztráty, protože negativy dvou filmů byly zničeny, když byly odeslány k vyvolání do Kodaně. Třetí z filmů, Sylvi, přežil a byl prodán za paušální částku 4 500 marek Hjalmarovi V. Pohjanheimovi, který vlastnil řetězec kin Lyyra. Nicméně 12 500 FIM bylo vynaloženo pouze na vyvolání filmů.
Se svou ženou otevřel fotoateliér v Imatře. Na přelomu století s ním několik let v jeho fotografickém ateliéru spolupracovala fotografka Tyyne Bööková.

## Filmy natočené Fransem Engströmem
- Salaviinanpolttajat (1907)
- Hyökyaaltoja (1911)
- Finnland (1911)
- Anna-Liisa (1911)
- Sylvi (1911)